# يان جيلينك
يان جيلينك (بالتشيكية: Jan Jelínek)‏ هو لاعب كرة قدم ومدرب رياضي تشيكي في مركزي الدفاع والوسط، ولد في 22 مارس 1982 في تشيكوسلوفاكيا. لعب مع SK Hanácká Slavia Kroměříž ‏.